# Karlheinz Böhm
Karlheinz Böhm (ur. 16 marca 1928 w Darmstadt, zm. 29 maja 2014 w Grödig) − austriacki aktor, a także działacz społeczny i filantrop; twórca fundacji dobroczynnej Menschen für Menschen (Ludzie dla ludzi). Syn dyrygenta Karla Böhma.

## Kariera
Szerokiej publiczności kojarzony jest głównie z rolą cesarza Franciszka Józefa I w filmowej trylogii o życiu cesarzowej Elżbiety Bawarskiej zwanej Sissi. Postać tę zagrał kolejno w filmach: Sissi (1955), Sissi - młoda cesarzowa (1956) oraz Sissi - losy cesarzowej (1957). We wszystkich częściach partnerowała mu grająca tytułową rolę Romy Schneider. W 1960 zagrał główną rolę w uznanym filmie brytyjskiego reżysera Michaela Powella pt. Podglądacz. W kolejnych latach zagrał m.in. w kilku amerykańskich filmach: Wspaniały świat braci Grimm (1962) czy Czterech jeźdźców Apokalipsy (1962).
W latach 80. ograniczył swoje aktorskie występy poświęcając się działalności charytatywnej. W 1981 utworzył organizację Menschen fuer Menschen pomagającą najuboższym mieszkańcom Etiopii. W 2003 przyznano mu honorowe obywatelstwo tego kraju.

## Życie prywatne
Był czterokrotnie żonaty. Jego trzecią żoną była polska aktorka Barbara Kwiatkowska (wcześniej była żoną Romana Polańskiego). Ich małżeństwo trwało 17 lat i zakończyło się rozwodem w 1980. Mieli córkę Katharinę (ur. 1964), która również została aktorką. W 1991 Böhm poślubił pochodzącą z Etiopii Almaz, która urodziła mu dwoje dzieci. Aktor miał także jeszcze czwórkę dzieci z dwóch pierwszych małżeństw.
W ostatnich latach życia zmagał się z chorobą Alzheimera. Zmarł 29 maja 2014 w swoim domu w Grödig. Odszedł w 32. rocznicę śmierci swej ekranowej partnerki z filmów o Sissi, Romy Schneider (zm. 29 maja 1982).

## Filmografia
- Sissi (1955) jako cesarz Franciszek Józef I
- Sissi - młoda cesarzowa (1956) jako cesarz Franciszek Józef I
- Sissi - losy cesarzowej (1957) jako cesarz Franciszek Józef I
- Podglądacz (1960) jako Mark Lewis
- Wspaniały świat braci Grimm (1962) jako Jacob Grimm
- Czterech jeźdźców Apokalipsy (1962) jako Heinrich von Hartrott
- Zakochane stewardesy (1963) jako baron Franz Von Elzingen
- Rififi w Tokio (1963) jako Carl Mersen
- Martha (1974) jako Helmut Salomon
- Prawo silniejszego (1975) jako Max
- Matka Küsters idzie do nieba (1976) jako Karl Tillmann
- Opowieść o Effi Briest (1976) jako Geheimrat Wüllersdorf
- Doktor z alpejskiej wioski (1992-2005; serial TV) − gościnnie (1996)
- Odlot (2009) − Charles Muntz (głos − w wersji niemieckiej)